# 阿凡提 (称号)

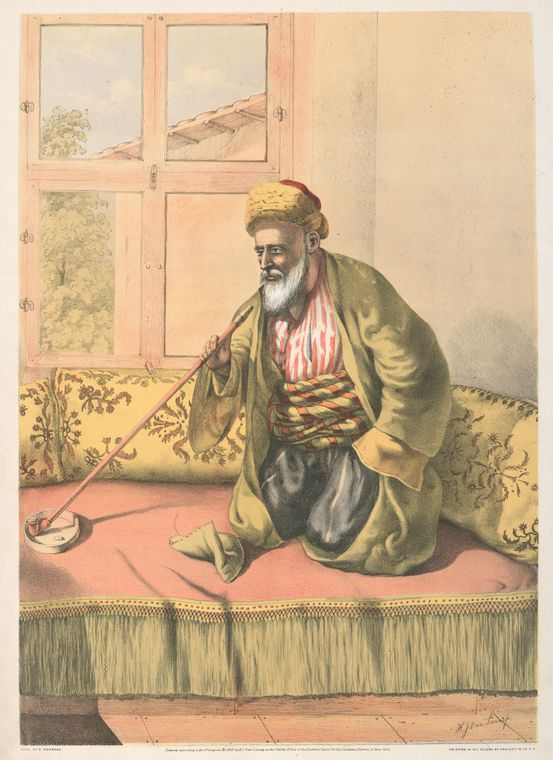
一名土耳其人阿凡提

阿凡提（阿拉伯语：‎，羅馬化：Afandī；波斯語：‎；維吾爾語：ئەپەندى‎，拉丁维文：Ependi），是一个尊称的头衔，相当于汉语中的“先生”或是“师傅”。这一头衔被广泛运用在自土耳其至新疆天山的广大地区内，多用于称呼有较高学识的学者或高阶政府官员，如帕夏或贝伊。与一些词汇联合使用也可以有其特定的含义，如“hekim efendi”即是指苏丹的内科主治医师。头衔的所有格形式为“efendim”，即“我的主人”，通常由仆人使用，或在正式场合中使用。
“阿凡提”一名源自希腊语“aphentēs”，该词衍生自古希腊语中意为“领主”的“authentēs”。